# Demikát
Il demikát /'demikaːt/ è una zuppa tradizionale slovacca che è fatta con bryndza, uovo, panna e aromatizzata con sale e possibilmente anche peperone rosso essiccato, prezzemolo, erba cipollina, formaggio grattugiato o pancetta fritta. Esistono diverse ricette per la sua preparazione.
Acqua dopo l'ebollizione (il cosiddetto úkrop, dall'impasto di patate) viene diluito in rapporto 1:1 con acqua pulita. Si aggiungono cipolle intere o affettate (1-2 secondo gusto) e patate pulite e affettate (2-3). Il composto viene salato e bollito fino a quando le patate sono morbide. Viene quindi tolto dal fuoco e la bryndza viene sciolta nella zuppa.
Il demikát veniva cucinato principalmente nelle zone con una ovinicoltura sviluppata, ma in alcune regioni è noto anche il demikát a base di latte vaccino.